# Slaveri i Jemen

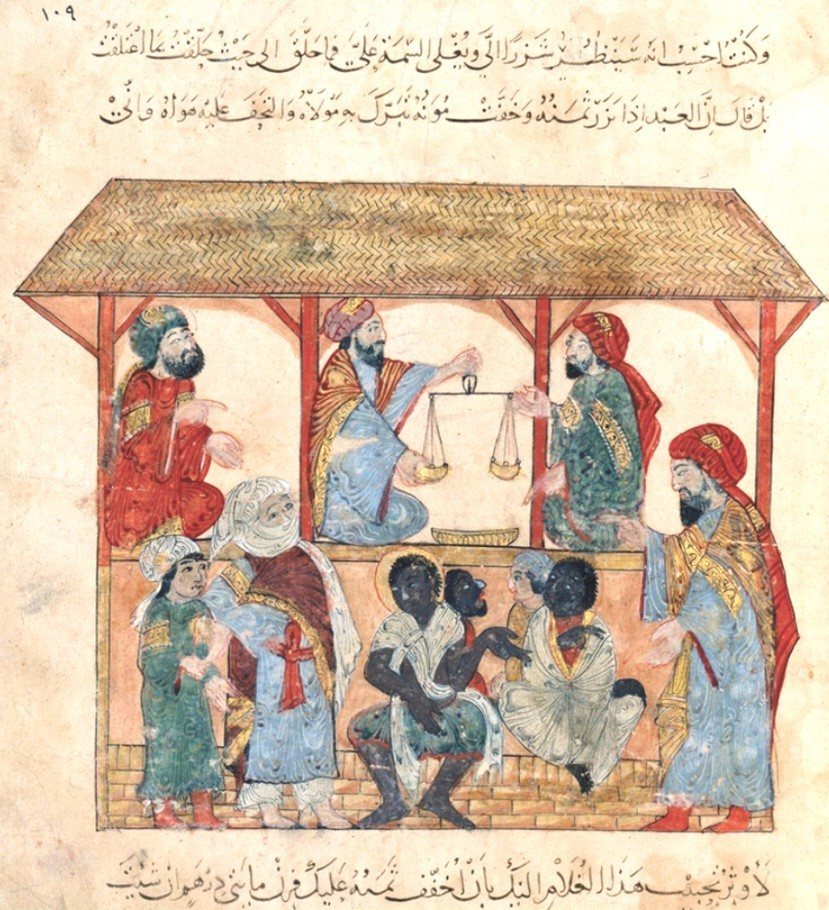
13th-century slave market in Yemen.

Slaveri i Jemen har en lång historia, och är belagt från antiken fram till slaveriets avskaffande år 1962. Många afrojemeniter härstammar från de slavar som transporterades till området under slavtiden. 
Importen av slavar från Afrika är belagd under antiken och fortsatte i tusentals år. Det förekom också en mindre import av andra etniciteter, särskilt indiska slavar under medeltiden. Britterna fick gradvis kontrollen över området från 1830-talet och motarbetade slaveriet genom att blockera slavhandel och friköpa slavar, men avskaffade inte slaveriet. 
Slaveriet avskaffades formellt 1962, men i praktiken rapporterades slaveri fortsatt förekomma under 2010-talet.

## Historik

### Slavhandel
Slavhandeln på Röda havet tycks ha varit etablerad före år 0, då afrikanska slavar importerades till Jemen.
En tribut på 1 000 slavar årligen sändes under medeltiden av arkipelagen Dahlak till Jemen, som tycks ha varit nubiska och etiopiska slavar. 
Under 1100-talet exporterade Muhammad al-Idrisi barn från Kenya till Arabien, och en handel är belagd mellan Somalia och Aden i Jemen.
På 1200-talet beskriver Ibn al-Mujawir att det fanns både afrikanska och indiska slavar i Jemen, av vilka indier såldes för högre priser än afrikaner. 
Under 1200-talet importerades indiska pojkar och kvinnor till konkubiner till Arabien och Egypten via Aden.
1934 beskriver en rapport att manliga och kvinnliga slavar i Saudiarabien och Jemen tvingades avla barn för slavmarknaden. 

### Slavmarknad
Kvinnliga slavar användes som tjänare till kvinnor eller som sexslavar och underhållare till män.
Under 1100-talet uppgavs konkubiner ännu tränas som underhållare, spela musik och dansa och uppträda för män vid fester; de prostituerades genom att då ständigt bytte ägare.  
Många av imamerna ur Jemens imamdynasti föddes av slavflickor.
Imam-kungen Ahmad bin Yahya av Jemen (regerade 1948-1962), uppges ha haft ett harem med 100 slavkvinnor.
Under 800-talet var mamluksoldater en institution i Jemen under Majahiddynastin, bestående av etiopiska, nubiska eller turkiska slavar; under Rasuliddynastin tycks mamlukerna oftast ha varit av turkiskt ursprung. 
Mamluksoldater introducerades av Ziyadiddynastin i Jemen 818-981.
En resenär i Jemen på 1200-talet, Ibn al-Mujawir, beskrev hur slavar arbetade i gruvorna.

### Avskaffande
Britterna hade kontroll över en del av södra i form av Jemen Adenbosättningen (1839-1937) och Adenkolonin (1937-1963). Genom undertecknandet av 1926 Slavery Convention hade britterna åtagit sig att avskaffa alla former av slaveri och slavhandel i alla delar brittiska imperiet och länder de hade kontroll över. Britterna hade dock i realiteten inte reell kontroll över ens den del av Jemen som formellt ingick i deras besittning, och ansåg sig inte ha någon möjligt att ingripa mot slavhandeln. Britternas hållning var därför länge den samma som de utövade över större delen av Arabiska halvön. Denna var att inte ingripa mot slaveriet, men utåt försäkra det internationella samfundet om att området följde internationella brittiska föredrag mot slaveri, och förhindra all internationell insyn i de verkliga förhållandena. Det var först sent under 1930-talet som britterna slutligen författade en verklig rapport om slaveriet i området. 
De brittiska myndigheterna i Adens protektorat rapporterade 1936 att de endast kunde få bristfälliga uppgifter om slaveriet i Jemen. Av en befolkning på tre miljoner hade fanns information om ungefär 4 000 slavar, av vilka den stora majoriteten var afrikaner (antingen födda där eller importerade) och en mycket liten del var vita (från Kaukasus), och de flesta sysselsatta som bönder och soldater. 
Den första rapporten om slaveriet i Aden-protektoratet kom 1936. Britterna uppgav då att det fanns mellan 5 000-10 000 slavar de kände till. De flesta från Afrika, men några rika män i Hadramaut ägde konkubiner från Kina och Java. Det fanns kinesiska slavflickor som köpts från Singapore, indiska kvinnor som sålts av sina äkta män, afrikaner som införts i landet som tjänare och barn från Sydostasien som förts dit under förespeglingen att de skulle få undervisning. 
Britterna, som åtagit sig att avskaffa slaveriet i hela det brittiska imperiet, lät friköpa, frige och omlokalisera många slavar till andra brittiska kolonier.
Sedan Indien år 1947 blivit självständigt tog Brittiska Foreign Office för första gången en påtaglig kontroll över Gulfstaterna och kom i position att på allvar ingripa mot slaveriet, särskilt som en större internationell närvaro i Gulfstaterna drog en större uppmärksamhet till dem. FN förklarade slaveri som ett brott mot de mänskliga rättigheterna i FN:s deklaration om de mänskliga rättigheterna 1948. Anti-Slavery Society påpekade att det fanns en miljon slavar i Arabvärlden, vilket var ett brott både mot FN:s deklaration och  1926 Slavery Convention, och krävde en kommitté i FN. 
FN bildade därför Ad Hoc Committee on Slavery, som företog en internationell undersökning som resulterade i Supplementary Convention on the Abolition of Slavery. 
FN:s Ad Hoc Committee on Slavery inkluderade information om slaveriet i Jemen i sin slutrapport 1951. 
Slaveriet förbjöds officiellt 1962. Det har dock förekommit uppgifter om att slaveri förekommer i Jemen långt efter dess formella avskaffande.